# Józef Biliński
Józef Biliński (ur. 4 lipca 1889 w Gumowie Szlacheckim w pow. ciechanowskim, zm. 30 stycznia 1948 w Dobrzankowie) – rolnik, działacz społeczno-oświatowy. 

## Życiorys
Syn Jana i Anny z Wilkowskich. Ukończył szkołę początkową. W siedemnastym roku życia wyemigrował do Stanów Zjednoczonych, gdzie pracował jako robotnik, a jednocześnie działał w polskich organizacjach. Do kraju wrócił w 1914 i osiadł w Dobrzankowie na 31 morgach ziemi. Był członkiem zarządu Okręgowego Towarzystwa Rolniczego w Przasnyszu, członkiem zarządu powiatowego koła Związku Ludowo-Narodowego, a od 1920 także Powiatowej Straży Pożarnej; w 1923 był przewodniczącym dozoru szkolnego w gminie Karwacz w powiecie przasnyskim, w latach 1919–1922 był posłem na Sejm Ustawodawczy z ramienia Związku Ludowo-Narodowego. Członek klubu Narodowego Zjednoczenia Ludowego. Pracował w komisjach: komunikacyjnej, prawniczej, wodnej. Żonaty z Janiną Królikowską (od 1917).